# Campeonato Alagoano de Futebol de 2022 - Segunda Divisão
O Campeonato Alagoano de Futebol - Segunda Divisão de 2022 foi a 36º edição da divisão de acesso do campeonato profissional de clubes de futebol do estado de Alagoas. O campeão garantiu o acesso para o Campeonato Alagoano de Futebol de 2023 O Coruripe venceu o Zumbi nos pênaltis e garantiu o título e o  acesso.

## Formato e Regulamento
A Segunda Divisão do Campeonato Alagoano 2022 será disputado em três fases: Primeira Fase, Semifinal e Final.
As Entidades de Prática jogam em sistema de ida, perfazendo um total de 6 (seis) jogos para cada. Ao final dessa fase, as Entidades de Prática ficarão classificadas da 1ª a 7ª colocação, do primeiro ao quarto colocado estarão classificados para as semifinais, os vencedores desta semifinais estarão classificados para a grande final no dia 31 de outubro, o vencedor das Finais será declarado campeão (ã) e estará qualificado para disputar o Campeonato Alagoano 2023. Em caso de empate em pontos ganhos entre duas ou mais Entidades de Prática na Primeira Fase, o desempate para efeito de classificação, será efetuado observando os seguintes critérios abaixo:

### Critérios de desempate
Em caso de empate por pontos entre dois ou mais clubes, os critérios de desempate são aplicados na seguinte ordem:
1. Número de vitórias;
2. Saldo de gols;
3. Gols pró;
4. Confronto direto;
5. Menor número de cartões vermelhos;
6. Menor número de cartões amarelos;
7. Sorteio.

## Equipes Participantes
| Baixa | Equipes rebaixadas da Primeira Divisão de 2021 |

## Técnicos
| Equipe     | Técnico                                       |
| ---------- | --------------------------------------------- |
| CEO        | Nevada (1ª—)                                  |
| Coruripe   | Emanuel Cerqueira (1ª—semifinal)              |
| Dínamo     | Peu Santos (1ª—)                              |
| FF Sport   | Robinson Santos (1ª—semifinal)                |
| Miguelense | Hélio Amorim (1ª—3ª, 5ª—) Cícero Antonio (4ª) |
| Penedense  | Neto Dantas (1ª—semifinal)                    |
| Zumbi      | Jaelson Marcelino (1ª—semifinal)              |

## Primeira Fase
|  |                                 |
|  | Classificados para a Fase Final |
|  | Eliminados                      |

### Confrontos
|  |                     |  |        |  |                      |
|  | Vitória do Mandante |  | Empate |  | Vitória do Visitante |

Rodadas na liderança e Lanterna
Em negrito, os clubes que mais permaneceram na liderança.
| 1   | 2   | 3   | 4   | 5   | 6   | 7   |
| PEN | COR | PEN | ZUM | ZUM | ZUM | ZUM |

Clubes que ficaram na última posição ao final de cada rodada:
| 1      | 2 | 3 | 4 | 5 | 6 | 7 |
| DÍNAMO |   |   |   |   |   |   |

#### Resultados
| 14 de maio de 2022 | Penedense                                      | 3 – 0       | Dínamo | Penedo                                       |  |
| 15:00              | Isaque 17' · Jonathan 32' (p) · Joanderson 67' | Borderô FAF |        | Estádio: Alfredo Leahy Público: 416 pagantes |  |

| 14 de maio de 2022 | CEO                                                | 3 – 1       | FF Sport Nova Cruz   | Olho d'Água das Flores                    |  |
| 15:00              | Elan Delon 13' · Luiz Guilherme 14' · Miquelas 28' | Borderô FAF | Pedro Marcos 70' (p) | Estádio: Edson Matias Público: 0 pagantes |  |

| 15 de maio de 2022 | Miguelense | 0 – 1       | Coruripe     | São Miguel dos Campos                        |  |
| 15:00              |            | Borderô FAF | Jonathan 64' | Estádio: Manoel Ferreira Público: 0 pagantes |  |

| 18 de maio de 2022 | Dínamo | 0 – 2       | Miguelense        | São Miguel dos Campos                        |  |
| 15:00              |        | Borderô FAF | Natanael 01', 66' | Estádio: Manoel Ferreira Público: 0 pagantes |  |

| 18 de maio de 2022 | Penedense | 0 – 1       | Zumbi              | Penedo                                       |  |
| 15:00              |           | Borderô FAF | Paulo Henrique 29' | Estádio: Alfredo Leahy Público: 667 pagantes |  |

| 18 de maio de 2022 | Coruripe                                                                 | 4 – 0       | CEO | Coruripe                                        |  |
| 20:00              | Jonathan 26' · William Celestino 61' · Mayck 62' · Helton dos Santos 84' | Borderô FAF |     | Estádio: Gerson de Amaral Público: 199 pagantes |  |

| 21 de maio de 2022 | CEO        | 1 – 2       | Penedense                                     | Olho d'Água das Flores                     |  |
| 15:30              | Maicon 82' | Borderô FAF | Jonathan Rafael 36' (p) · Andrei da Silva 77' | Estádio: Edson Matias Público: 85 pagantes |  |

| 22 de maio de 2022 | FF Sport Nova Cruz                   | 2 – 0       | Miguelense | Pilar                                      |  |
| 15:00              | Ruan Carlos 20' · Lucas Vinicius 44' | Borderô FAF |            | Estádio: Rubens Canuto Público: 0 pagantes |  |

| 22 de maio de 2022 | Zumbi                         | 2 – 0       | Coruripe | União dos Palmares                           |  |
| 20:00              | Danilo 22' · Bruno Rafael 62' | Borderô FAF |          | Estádio: Orlando Gomes Público: 174 pagantes |  |

| 12 de junho de 2022 | Dínamo       | 1 – 1       | Coruripe    | Penedo                                     |  |
| 15:00               | Willames 37' | Borderô FAF | Everton 40' | Estádio: Alfredo Leahy Público: 0 pagantes |  |

| 12 de junho de 2022 | Miguelense   | 1 – 2       | Zumbi                        | Coruripe                                      |  |
| 15:00               | Natanael 12' | Borderô FAF | Wellton 55' (p) · Adrian 71' | Estádio: Gerson de Amaral Público: 0 pagantes |  |

| 13 de junho de 2022 | FF Sport Nova Cruz                       | 2 – 1       | Penedense     | Coruripe                                      |  |
| 20:00               | Matheus Santiago 54' · Luiz Humberto 57' | Borderô FAF | Cristiano 73' | Estádio: Gerson de Amaral Público: 0 pagantes |  |

| 8 de junho de 2022 | Miguelense                     | 2 – 1       | CEO          | Maceió                                             |  |
| 15:00              | Jefeson 38' (p) · Natanael 39' | Borderô FAF | Miquelas 14' | Estádio: Universitário da UFAL Público: 0 pagantes |  |

| 8 de junho de 2022 | Coruripe                               | 4 – 0       | FF Sport Nova Cruz | Coruripe                                        |  |
| 20:00              | Franknelis 39', 51' · Everson 91', 93' | Borderô FAF |                    | Estádio: Gerson de Amaral Público: 103 pagantes |  |

| 9 de junho de 2022 | Zumbi       | 1 – 0       | Dínamo | Maceió                                             |  |
| 15:00              | Wellton 55' | Borderô FAF |        | Estádio: Universitário da UFAL Público: 0 pagantes |  |

| 16 de junho de 2022 | FF Sport Nova Cruz                                                                 | 5 – 0       | Dínamo | Coruripe                                      |  |
| 15:00               | Luiz Humberto 38' (p), 44' · Mhaylon 50' · Matheus Santiago 51' · Maycon André 73' | Borderô FAF |        | Estádio: Gerson de Amaral Público: 0 pagantes |  |

| 16 de junho de 2022 | CEO        | 1 – 2       | Zumbi                                | Arapiraca                                    |  |
| 15:00               | Maicon 55' | Borderô FAF | Adrian Gama 26' · Leandro Soares 73' | Estádio: Coaracy Fonseca Público: 0 pagantes |  |

| 16 de junho de 2022 | Penedense | 8 – 0       | Miguelense | Penedo                                       |  |
| 15:00               | Janielson 06', 37' · Jonathan Rafael 08', 38' (p), 42' · Cristiano 50' · Roberto Lima 88' · Andrei da Silva 89' | Borderô FAF |            | Estádio: Alfredo Leahy Público: 675 pagantes |  |

| 19 de junho de 2022 | Zumbi | 0 – 0       | FF Sport Nova Cruz | Maceió                                             |  |
| 15:00               |       | Borderô FAF |                    | Estádio: Universitário da UFAL Público: 0 pagantes |  |

| 19 de junho de 2022 | Dínamo | 0 – 2       | CEO                              | Penedo                                     |  |
| 15:00               |        | Borderô FAF | Ícaro 52' · Rafael dos Anjos 71' | Estádio: Alfredo Leahy Público: 0 pagantes |  |

| 19 de junho de 2022 | Coruripe | 0 – 0       | Penedense | Coruripe                                        |  |
| 15:00               |          | Borderô FAF |           | Estádio: Gerson de Amaral Público: 154 pagantes |  |

## Fase Final
|  | Semifinais         | Semifinais | Semifinais | Semifinais |       |       | Final | Final | Final | Final |
|  |                    |            |            |            |       |       |       |       |       |       |
|  | Zumbi              | 1          | 1          | 2          |       |       |       |       |       |       |
|  | FF Sport Nova Cruz | 0          | 1          | 1          |       |       |       |       |       |       |
|  | FF Sport Nova Cruz | 0          | 1          | 1          |       | Zumbi | 1     | 2     | 3 (1) |       |
|  |                    |            |            |            |       | Zumbi | 1     | 2     | 3 (1) |       |
|  |                    | Coruripe   | 2          | 1          | 3 (4) |       |       |       |       |       |
|  | Coruripe           | Coruripe   | 2          | 1          | 3 (4) | 2     | 0     | 2     |       |       |
|  | Coruripe           |            |            |            |       | 2     | 0     | 2     |       |       |
|  | Penedense          | 0          | 0          | 0          |       |       |       |       |       |       |

### Resultados
| 25 de junho de 2022 | FF Sport Nova Cruz | 0 – 1       | Zumbi              | Maceió                                             |  |
| 15:00               |                    | Borderô FAF | Gabriel Santos 63' | Estádio: Universitário da UFAL Público: 0 pagantes |  |

| 26 de junho de 2022 | Penedense | 0 – 2       | Coruripe                | Penedo                                       |  |
| 15:00               |           | Borderô FAF | Mayck 16' · Everson 64' | Estádio: Alfredo Leahy Público: 375 pagantes |  |

| 2 de julho de 2022 | Coruripe | 0 – 0       | Penedense | Coruripe                                        |  |
| 15:00              |          | Borderô FAF |           | Estádio: Gerson de Amaral Público: 350 pagantes |  |

| 3 de julho de 2022 | Zumbi              | 1 – 1       | FF Sport Nova Cruz | Maceió                                                                      |  |
| 15:00              | Leandro Soares 62' | Borderô FAF | Luiz Humberto 24'  | Estádio: Estádio Rei Pelé Público: 0 pagantes Árbitro: Jose Ailton da Silva |  |

## Final
Jogo de Ida
| 09 de julho de 2022 | Coruripe                       | 2 – 1                    | Zumbi              | Gerson Amaral, Coruripe    |
| 19:30               | Thiago Uenis 64' · Everson 77' | Súmula FAF [Borderô FAF] | Gabriel Santos 05' | Árbitro: Marcio dos Santos |

Jogo de Volta
| 17 de julho de 2022 | Zumbi                   | 2 (1) – (4) 1          | Coruripe  | Rei Pelé, Maceió                                                       |
| 15:00               | Adrian 25' · Dakson 27' | Súmula FAF Borderô FAF | Perea 58' | Público: 111 pagantes Renda: R$ 1.000,00 Árbitro: Ricardo Vasconcellos |

|                         |       | Penalidades                       |  |
| Etinho Tesouro Pedrinho | 1 − 4 | Willames José Palhinha Dudu Diogo |  |

### Premiação
| Campeonato Alagoano de 2022 Segunda Divisão |
| Coruripe                                    |
| ------------------------------------------- |
| Coruripe Campeão (2º título)                |

## Maiores públicos
Esses são os dez maiores públicos do Campeonato: 
| Nº | Público[PP] | Mandante  | Placar | Visitante          | Estádio          | Data        | Rodada           |
| -- | ----------- | --------- | ------ | ------------------ | ---------------- | ----------- | ---------------- |
| 1  | 675         | Penedense | 8 – 0  | Miguelense         | Alfredo Leahy    | 16 de junho | 5ª Rodada        |
| 2  | 667         | Penedense | 0 – 1  | Zumbi              | Alfredo Leahy    | 18 de maio  | 2ª Rodada        |
| 3  | 416         | Penedense | 3 – 0  | Dínamo             | Alfredo Leahy    | 14 de maio  | 1ª Rodada        |
| 4  | 375         | Penedense | 0 – 2  | Coruripe           | Alfredo Leahy    | 26 de junho | Semifinais Ida   |
| 5  | 350         | Coruripe  | 0 – 0  | Penedense          | Gerson de Amaral | 2 de julho  | Semifinais Volta |
| 6  | 199         | Coruripe  | 0 – 1  | Zumbi              | Gerson de Amaral | 18 de maio  | 2ª Rodada        |
| 7  | 174         | Zumbi     | 2 – 0  | Coruripe           | Orlando Gomes    | 22 de maio  | 3ª Rodada        |
| 8  | 154         | Coruripe  | 0 – 0  | Penedense          | Gerson de Amaral | 9 de junho  | 7ª Rodada        |
| 9  | 111         | Zumbi     | 2 – 1  | Coruripe           | Rei Pelé         | 17 de julho | Final Volta      |
| 10 | 103         | Coruripe  | 4 – 0  | FF Sport Nova Cruz | Gerson de Amaral | 8 de junho  | 5ª Rodada        |

### Média de público
A média de público considera apenas os jogos da equipe como mandante.